# Hindasgeri, Dharwad
Hindasgeri là một làng thuộc tehsil Dharwad, huyện Dharwad, bang Karnataka, Ấn Độ.